# 長孫道生
長孫 道生（ちょうそん どうせい、370年 - 451年）は、北魏の軍人。本貫は代郡。長孫嵩の甥にあたる。

## 経歴
道武帝に忠謹を示してその慎重さを好まれ、賀毗ら4人とともに近侍し、国政の機密に参与した。409年（永興元年）、明元帝が即位すると、南統将軍・冀州刺史に任じられた。後に他人の美しい娘を略取して明元帝に献上しようとしたため、責めを受けたが、旧臣として罪に落とされなかった。418年（泰常3年）、奚観とともに2万の兵を率いて北燕を討ち、龍城まで進軍して凱旋した。
423年（泰常8年）、太武帝が即位すると、汝陰公の爵位を受け、廷尉卿に転じた。425年（始光2年）、太武帝が柔然に対して親征軍を起こすと、道生は尉眷らとともに軍を率いて白漠と黒漠のあいだを進軍して勝利を収め、凱旋した。427年（始光4年）、太武帝が夏の赫連昌に対して親征軍を起こすと、道生は長孫翰や娥清らとともに先鋒の軍を率い、統万を平定した。430年（神䴥3年）、南朝宋の将軍の到彦之や王仲徳らが河南に侵攻してくると、道生は叔孫建とともに河上に駐屯して侵攻を防いだ。431年（神䴥4年）、南朝宋の檀道済や王仲徳が滑台の救援に現れると、道生はこれを迎え撃った。南朝宋の軍が撤退すると、道生はこれを追撃して歴城にいたり、凱旋した。司空に任じられ、侍中の位を加えられた。434年（延和3年）、諸軍を率いて北燕に侵攻した。
435年（太延元年）、上党王に封じられた。437年（太延3年）、山胡の白龍の残党を西河で討ち滅ぼした。439年（太延5年）、柔然の呉提が北魏に侵攻し、七介山まで進軍してくると、道生は皇太子拓跋晃の命を受けて吐頽山で呉提の軍をはばんだ。呉提が退却すると、道生はこれを漠南まで追撃した。444年（太平真君5年）、統万に駐屯した。451年（正平元年）10月、死去した。享年は82。太尉の位を追贈された。諡は靖といった。

## 子女
- 長孫抗（少卿、早逝）
- 長孫礼（散騎侍郎・内侍）

## 伝記資料
- 『魏書』巻25 列伝第13
- 『北史』巻22 列伝第10